# Endrődi (Junga) Sebestyén
Endrődi (Junga) Sebestyén, Endrődi Sebő (Arad, 1862. február 17. – Nógrádverőce, 1927. május 5.) katona, festő és restaurátor.

## Életpályája
Családja skót és lengyel származású elődöktől való volt, a magyar származás Jan Stanislavtól eredt, aki Lengyelország harmadik felosztása után vándorolt Magyarországra, fia Márton Trencsénben nyert polgárjogot. Apja Junga Lajos katonatiszt, nevezett Márton utódja volt. 
Aradon volt lovas honvéd százados, zászlóaljparancsnok. 1908-ban történt lovasbalesete miatt nyugdíjazását kérte. Endrődi Junga Sebestyén (Sebő) katonai multja mellett képzőművészeti adottságokkal is rendelkezett. Kidolgozott egy eljárást a régi, megöregedett fa műemlékek, táblafestmények megmentésére, parafinos eljárással. Találmányát Magyarországon kívül 1913-ban négy államban: Franciaországban, Olaszországban és Ausztriában is szabadalmazták. Az ekkor megjelent újságok írták vele kapcsolatosan:
Endrődi Sebő négy államban nyert eljárásával a régi fa műemlékek konzerválására egy olyan biztos, a technika mai állása szerint a legtökéletesebbnek mondható módszerhez jutott az ország, ami után kincseket érő, de az összeomlás veszélyével fenyegető régi fa műemlékeink megmentése érdekében két kézzel kell kapnunk
A család nógrádverőcei háza egy részét ezután műteremnek rendezte be. Feleségével, aki gyönyörűen goblejnezett is, képzőművészeti restaurátorságukkal váltak híressé.
Nógrádveröcén hunyt el 1927. május 5-én, 65 éves korában.

## Családja
Valószínűleg 1900-ban nősült meg, Schweisgut Valériát vette nőül. Endrődi Sebő előbb Budapesten, majd feleségével Schweisgut Valentinával és három gyermekével (Ágoston, Sebő, Aladár) Nógrádverőcén telepedett le.
Egy lányuk született (1901), aki korán elhalt majd 1902, 1903, 1905-ben három fiúgyermekük: Gyermekei közül Sebő (Sebestyén) nevű fia (1903. október 18., Kassa-1984. december 12., Budapest) jogász, zoológus, entomológus lett. A háború után annak vezetőjeként újjáépítette a keszthelyi Balatoni Múzeumot, 1949-1951 között a Hadtörténeti Múzeum zászlórestaurátora volt.
Felesége, Schweisgut Valéria is ismert textilrestaurátor volt, aki 1915-ben miseruhát restaurált a Nemzeti Múzeum számára. Nevéhez fűződik Mátyás király trónkárpitjának, valamint Szent István palástjának a restaurálása is. Endrődi Sebestyénné még 1950-ben is ismert volt, mint a régi zászlók restaurátora.
Az öreg Sebestyén Aladár fia is eltanulta apjától a restaurátori fogásokat.
Unokája, ifj. Endrődi Sebő fia (Endrődi-Younga Sebestyén) (Budapest, 1934. június 26. – Pretoria, Dél-Afrika, 1999. február 26.)- szintén kötődött a múzeumi területhez. Rovarászként a Természettudományi Múzeumban dolgozott, majd 1973-ban Dél-Afrikába költözött, ahol a pretoriai Transvaal Museum gyűjteményvezetője lett.

## Munkássága
- Az ő nevéhez köthetők többek között a kassai múzeum (1903), a bártfai múzeum (1905) tárgyainak, majd szabadalma beadása után 1912 őszén a kolozsvári Farkas utcai református templom barokk orgonájának díszes faragásainak és a pozsonyszentgyörgyi (Sváty Jur)(Pozsony vármegye) római katolikus templomban lévő Mária halálát ábrázoló domborműnek a konzerválása.
- Endrődi Sebő ezután megbízást kapott az esztergomi Prímási Képtár (ma Keresztény Múzeum) képeinek restaurálására. 1915-től kezdte el a Prímási Képtár középkori táblaképeinek, közöttük MS mester tábláinak restaurálását is: így restaurálta MS mester 1506-ban festett és az egykori Selmecbányái templom főoltárát díszítő, az esztergomi Keresztény Múzeumban őrzött négy passiójelenetét (Olajfák hegye, Keresztvitel, Kálvária és Feltámadás), valamint Gábriel arkangyal, Mária- és Mettercia-szobrokat is, feltehetőleg a múzeum következő évi megnyitása alkalmából rendezett kiállításra.
- 1915 második felében konzerválta a bártfai Sárosvármegyei Múzeum tulajdonát képező Jakab apostol, ev. János apostol, Gábriel arkangyal Mária és Mettercia szobrokat, valamint ugyanitt a Fricsről származó Angyali üdvözlet-szoborcsoport Mária alakját és a későbbiekben a Szépművészeti Múzeumba került angyalalakját, majd 1916 után folytatta restaurátori tevékenységét az esztergomi Prímási Képtár szobrainak és táblaképeinek kezelésével.
- 1919-ben a Tanácsköztársaság alatt 4 hónapig fényképészként és képrestaurátorként a Magyar Nemzeti Múzeumbanban állt alkalmazásban és ez idő alatt 2 hónapig a Szépművészeti Múzeum neves képrestaurátoránál Beer József Konstantinnál volt gyakorlaton.

## Néhány az általa restaurált képek közül

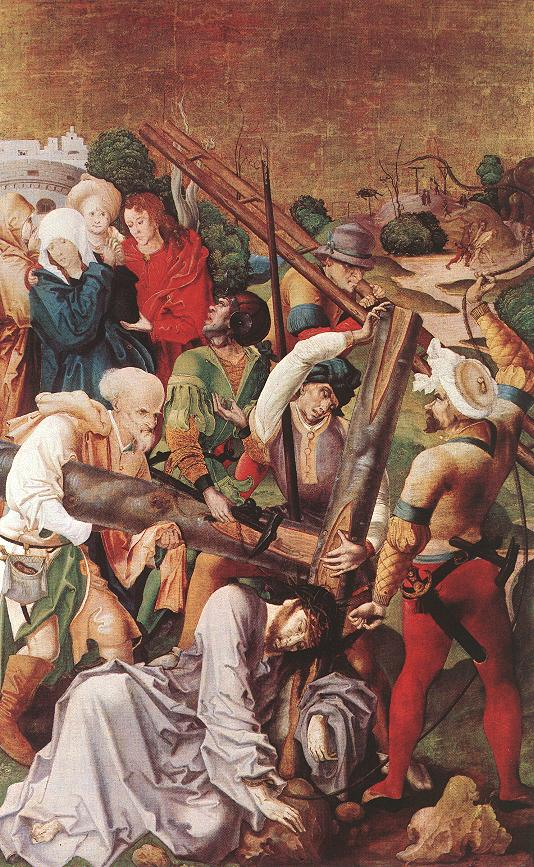
M. S. mester Keresztvitel (Keresztény Múzeum)
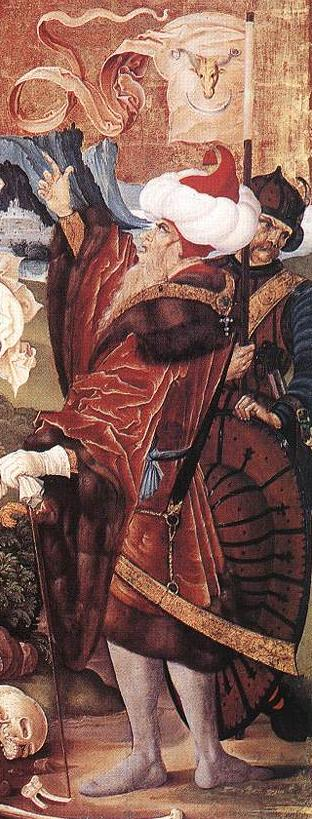
M.S. mester Kálvária (részlet)
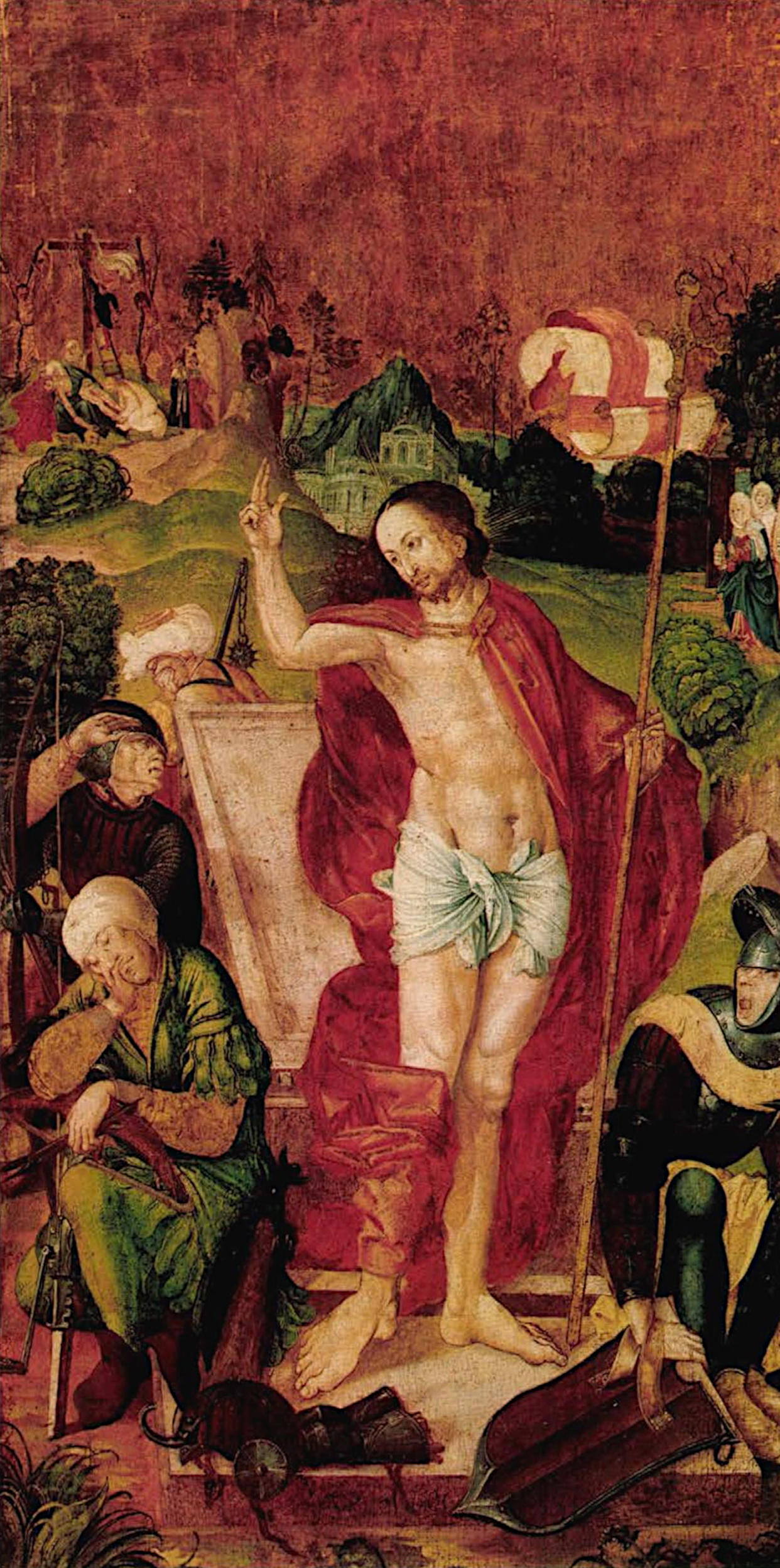
M. S. mester Feltámadás (1500-1510)